# Comenda
Comenda es una freguesia portuguesa del concelho de Gavião, con 89,85 km² de superficie y 982 habitantes (2001). Su densidad de población es de 10,9 hab/km².